# 2-я Карачаровская улица
2-я Карача́ровская улица (название утверждено 8 мая 1950 года) — улица в Москве, на территории Нижегородского района Юго-Восточного административного округа (исторический район Карачарово). Улица проходит в направлении с севера на юг от Перовского шоссе до путей Горьковского направления МЖД. Нумерация домов начинается от Перовского шоссе. Рядом с домом 1/18 примыкает 1-я Карачаровская улица, рядом с домом 6/16 — 3-я Карачаровская.

## История
С 1930-х годов село Карачарово вошло в черту подмосковного города Перово, который в свою очередь 1960 году вошёл в состав Москвы. А территория к северу от железнодорожной платформы Карачарово, где располагались посёлки Фрезер, Кавказ и Карачарово, вошла в состав Москвы уже к 1950 году.
8 мая 1950 года решением Исполнительного Комитета Московского городского Совета улица без названия в Новом Карачаровском посёлке стала именоваться 2-я Карачаровская улица. Тогда же получили своё названия 1-я и 3-я Карачаровские улицы.
Кроме того об исчезнувшем селе напоминают названия 1-го и 2-го Карачаровского проезда, Карачаровского шоссе.

## Здания и сооружения
- по нечётной стороне
  - 18/1 — отделение связи № 109202, офис ООО «Бытпласт» .
  - 3 — АО «Полимербыт» . Завод и магазин пластмасс
- по чётной стороне
  - 6/16 — супермаркет «Седьмой континент»
  - 14 — склады ГУМ

## Транспорт

### Наземный транспорт
Общественный транспорт по улице не ходит.
На Перовском шоссе, недалеко от пересечения с улицей находится автобусная остановка «2-я Карачаровская улица», на которой останавливаются автобусы:
- 59: Электрозаводский мост —  Электрозаводская —  Авиамоторная — Платформа Андроновка — Карачарово
- 759: Карачарово — Платформа Андроновка —  Авиамоторная — Смирновская улица
- 859: Карачарово — Платформа Андроновка —  Авиамоторная — Центр обслуживания населения

### Ближайшие станции метро
- Стахановская

## Фотогалерея

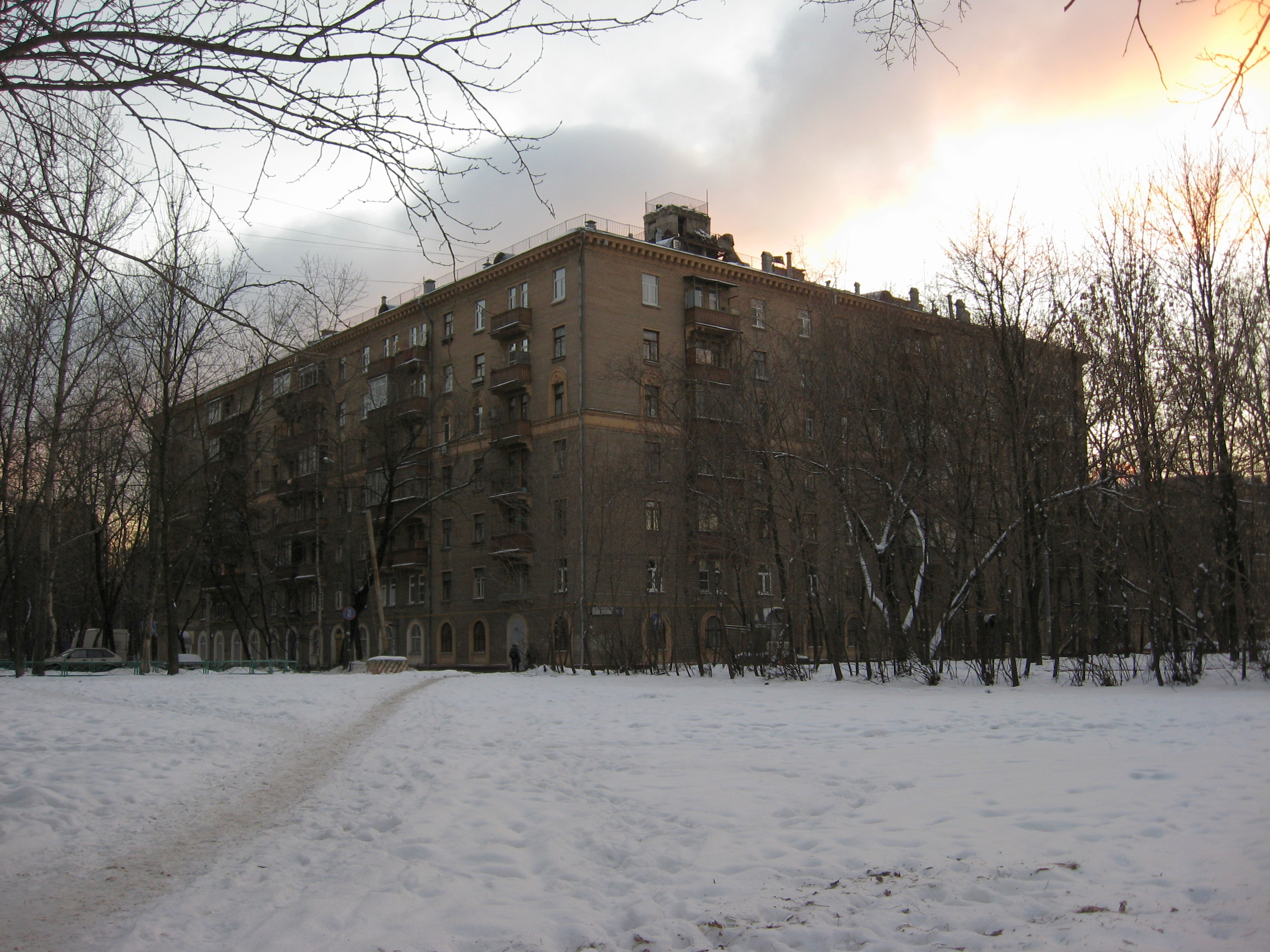
Дом 16/2 на пересечении Перовского шоссе и 2-й Карачаровской улицы
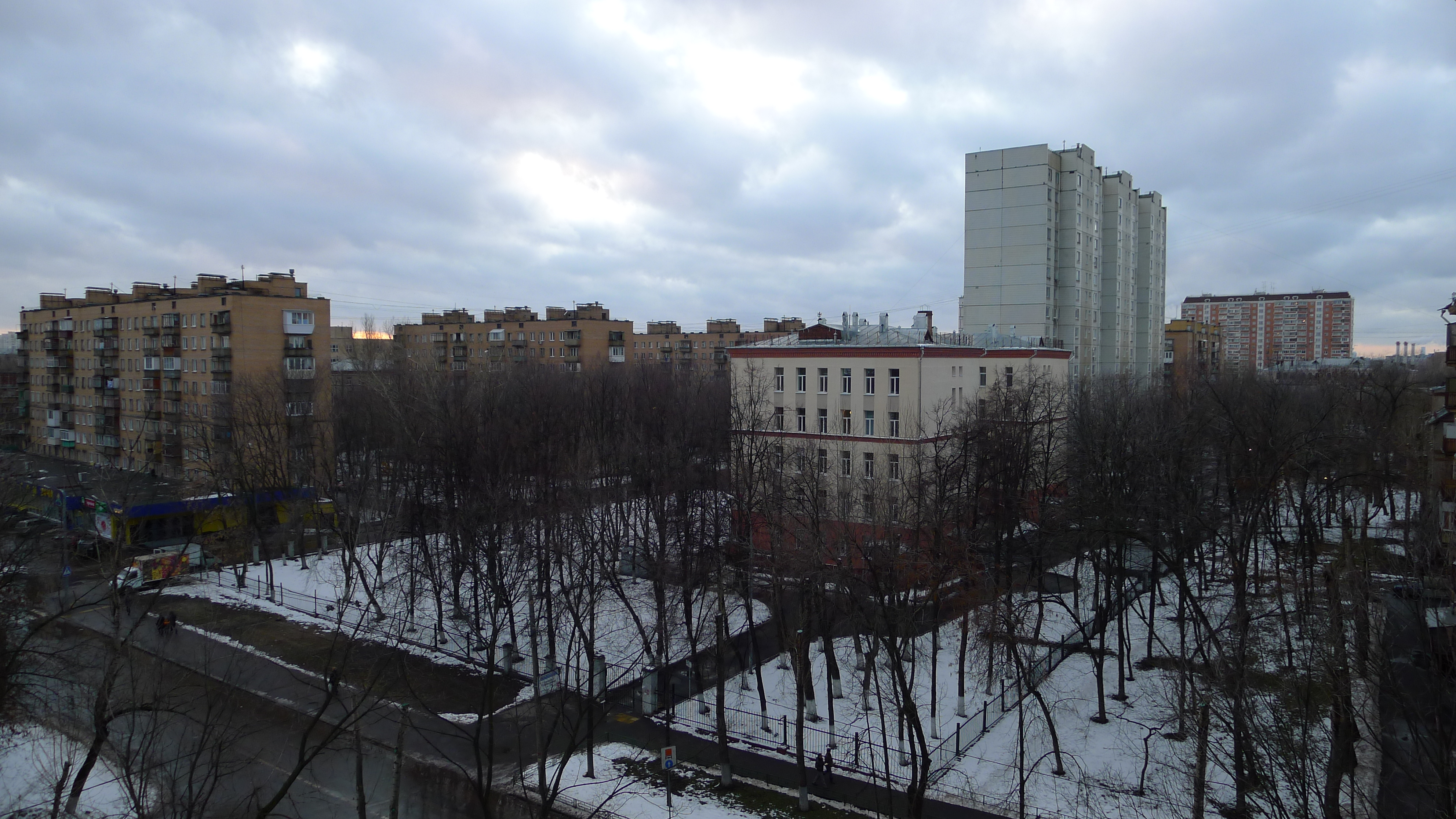
Перекресток 2-й и 3-й Карачаровских улиц